# یانگ‌کاپتر نئو
یانگ‌کاپتر نئو (به انگلیسی: Youngcopter Neo) یک بالگرد آلمانی است که در حال توسعه می‌باشد. در ساخت دم بالگرد از فناوری دم بی‌پروانه استفاده شده‌است. این بالگرد به‌صورت کیت سی‌کی‌دی ارائه می‌شود و توسط خریدار به‌صورت دستی سرهم می‌گردد. تا سال ۲۰۱۸ هنوز هیچ محصولی به بازار ارائه نشده‌است.

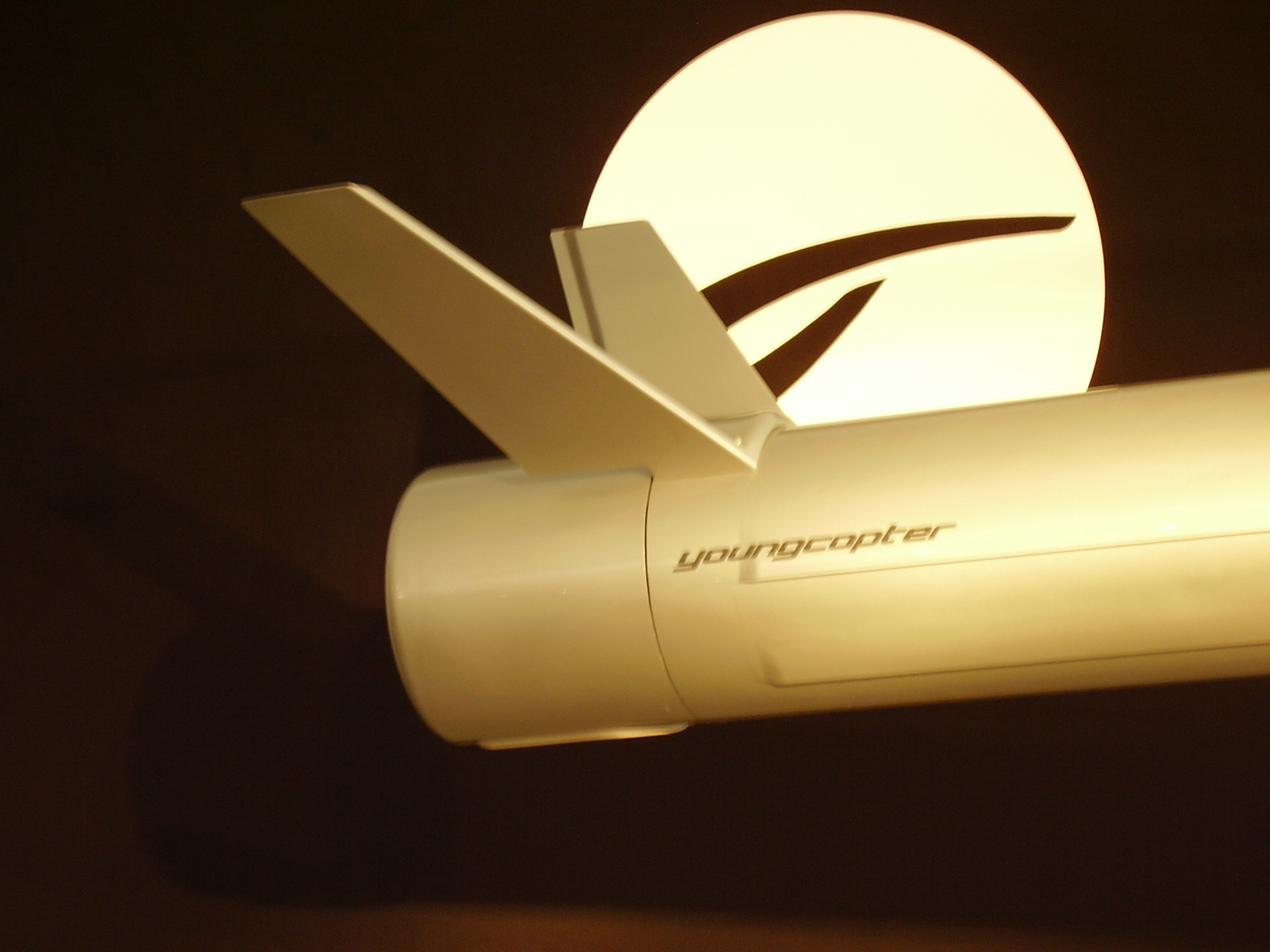
فناوری دم بی‌پروانه در بالگرد نئو

## مشخصات
داده‌ها از Tacke and manufacturfer
ویژگی‌های عمومی
- خدمه: یک
- ظرفیت: یک مسافر
- طول: ۶٫۲۳۰ متر (۲۰ فوت ۵ اینچ)
- عرض: ۱٫۹۳۰ متر (۶ فوت ۴ اینچ)
- ارتفاع: ۲٫۴۵۰ متر (۸ فوت ۰ اینچ)
- وزن خالی: ۳۸۵ کیلوگرم (۸۴۹ پوند)
- وزن ناخالص: ۶۴۰ کیلوگرم (۱٬۴۱۱ پوند)
- ظرفیت سوخت: ۱۲۰ لیتر (۲۶ گالون بریتانیایی؛ ۳۲ گالون آمریکایی)
- پیشرانه: ۱ عدد twin-rotor, Wankel engine Neosis, ۱۳۰ کیلووات (۱۸۰ اسب بخار)
- قطر روتور اصلی:  ۷٫۷ متر (۲۵ فوت ۳ اینچ)
- مساحت روتور اصلی: ۴۶٫۵ متر مربع (۵۰۱ فوت مربع)

عملکرد
- حداکثر سرعت: ۲۲۰ کیلومتر بر ساعت (۱۴۰ مایل بر ساعت، ۱۲۰ گره)
- سرعت کروز: ۱۸۵ کیلومتر بر ساعت (۱۱۵ مایل بر ساعت، ۱۰۰ گره)
- بُرد: ۵۶۰ کیلومتر (۳۵۰ مایل، ۳۰۰ مایل دریایی)
- بارگیری دیسک: ۱۳٫۸ کیلوگرم بر متر مربع (۲٫۸ پوند بر فوت مربع)